# Winona (nome)
Winona  è un nome proprio di persona inglese e sioux femminile.

## Varianti
- Inglesi: Wynona[1][2], Wynonna[1], Wenonah[1], Wenona[1][3]

## Origine e diffusione
Riprende il termine in lingua dakota-lakota winuna, che vuol dire "figlia primogenita", "figlia maggiore"; è quindi analogo dal punto di vista semantico ai nomi Primo e Tarō.
Era portato dalla figlia del capo Sioux Wapasha III, oltre ad essere anche il nome di diverse città degli Stati Uniti. La variante Wenonah venne usata dal poeta Henry Wadsworth Longfellow, che così chiamò la madre di Hiawatha nel suo poema epico del 1855 La canzone di Hiawatha.

## Onomastico
Il nome è adespota, ovvero non è portato da alcuna santa, quindi l'onomastico si potrebbe festeggiare in occasione di Ognissanti, che cade il 1º novembre.

## Persone

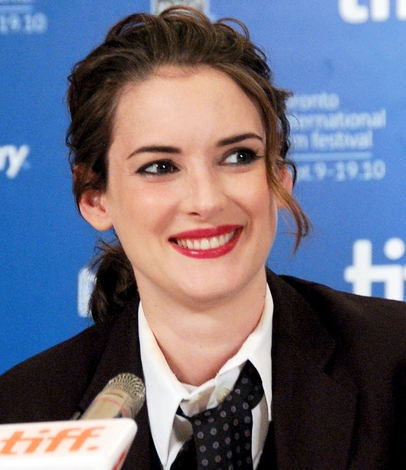
Winona Ryder

- Winona LaDuke, attivista, saggista, economista e politica statunitense
- Winona Ryder, attrice statunitense
- Suzanne Winona Zimmerman, nuotatrice statunitense

### Variante Wynonna
- Wynonna Judd, cantante statunitense

## Il nome nelle arti
- Wynonna Earp è la protagonista dell'omonima serie televisiva.
- Wenonah Littlebird, più nota come Owlwoman, è un personaggio dei fumetti DC Comics.
- Wynona Ware è un personaggio del film del 1915 The Woman from Warren's, diretto da Tod Browning.